# رجینالد پالمر
رجینالد پالمر (انگلیسی: Reginald Palmer؛ زادهٔ ۱۵ فوریهٔ ۱۹۲۳ – درگذشتهٔ ۲۳ مه ۲۰۱۶) یک سیاست‌مدار اهل گرنادا بود. وی از ۶ اوت ۱۹۹۲ تا ۸ اوت ۱۹۹۶ فرماندار گرنادا بود.
رجینالد پالمر در ۲۳ مه ۲۰۱۶، در سن ۹۳ سالگی درگذشت.